# Grajdanskaïa Oborona
 (juin 2021).
Si vous disposez d'ouvrages ou d'articles de référence ou si vous connaissez des sites web de qualité traitant du thème abordé ici, merci de compléter l'article en donnant les références utiles à sa vérifiabilité et en les liant à la section « Notes et références ».
Grajdanskaïa Oborona (russe : Гражданская оборона, "Défense civile"), abrégé GO (Го ou ГО) par le groupe lui-même, est un groupe de musique rock russe. Le groupe fut fondé en décembre 1984 par Egor Letov à Omsk. Le groupe était composé à l'origine :
- Igor Letov (Егор Летов) — chanteur, batteur ;
- Constantin Ryabinov (Константин Рябинов) - bassiste ;
- Andrei Babenko (Андрей Бабенко, aka Boss) — guitariste (quitta le groupe en mars 1985).

Depuis 1990 le groupe se compose de :
- Igor Letov - chanteur, batteur ;
- Constantin Ryabinov — bassiste ;
- Igor Jevtun (Игорь Жевтун) — guitariste ;
- Arkady Klimkine (Аркадий Климкин) - batteur.

Les deux premiers albums du groupe, Поганая молодёжь (Sale jeunes gens) et Оптимизм (Optimisme), sont la base de leur succès actuel. Cependant, à l'époque de leur écriture, entre 1982 et 1985, ces morceaux n'ont eu qu'un très faible impact, et leur premier album a été censuré. Letov fut envoyé passer son service militaire, puis interné dans un hôpital psychiatrique pour antisoviétisme pendant 3 mois.
Les deux albums ont été restorés et réenregistrés en 1989.

## Histoire du groupe
Durant l'été 1986, ils enregistrèrent le premier album acoustique Album Rouge avec Letov et Ievgueni Filatov.
Durant l'été 1987, Létov enregistre seul plusieurs albums : Album Rouge, Piège à souris, C'est bon!!, Totalitarisme, Nécrophilie.
Durant l'hiver 1988, Létov enregistre presque seul trois nouveaux albums du groupe, dont Stimulus de combat.
En 1988-1989 ils commencent leur tournée, changeant régulièrement le déroulement de leurs concerts et la composition du groupe.
En 1989 à Leningrad, dans le studio "Auktsyon", ils enregistrent l'album "Chansons du bonheur et des joies". Ils enregistrent au studio Coffin- les quatre autres albums, dont Sains et éternels, Pops Armageddon et Guerre.
En 1990 ils enregistrent l'album Guide de survie. Le groupe se composait alors de :
- Igor Létov - chant, guitare;
- Constantine Ryabinov - basse;
- Igor Jevtun - guitare;
- Arkady Klimkin - batterie.

Le 13 avril 1990, ils présentèrent leur dernier concert à Tallinn, avant de cesser toute activité pendant trois ans.
Entre 1990 et 1993, Egor Letov forme le groupe Egor i Opizdenevshie qui enregistre deux albums, Pryg-skok (1990) et Cent ans de solitude (1993).
Fin 1993, GO se reforme - en 1994, ils forment la Percée russe avec deux autres groupes; Guide de survie (Roman Neumoyev) et Terre natale (Oleg Soudakov). 
En 1995-1996, ils publient Solstice.
En 1999, Constantin Ryabinov quitte le groupe.
En 2000, ils enregistrent Douche étoilée, chansons reprises d'auteurs soviétiques, puis en 2004 Longue vie heureuse.
Jusqu'en 2008, le groupe se compose de :
- Egor Létov (1964-2008)- chant, guitare ;
- Natalia Tchoumakova - basse, synthétiseur ;
- Alexandre Tchesnakov - guitare;
- Alexandre Andriouchkine - batterie.

Egor Letov est mort d'un arrêt cardiaque le 18 février 2008.

## Musiciens et participants du groupe
1. Egor Letov (Игорь "Егор" Летов)
2. Constatin Ryabinov (Константин "Кузя УО" Рябинов)
3. Igor Jevtoune (Игорь "Джефф" Жевтун)
4. Arkadi Klimkine (Аркадий Климкин)
5. Oleg Soudakov (Олег "Манагер" Судаков)
6. Ianka Diaguileva (Яна Дягилева)
7. Dmitri Selivanov (Дмитрий Селиванов)
8. Sergueï Létov (Сергей Летов)
9. Alexandre Rojkov (Александр "Иваныч" Рожков)
10. Ievgueni Kokorine (Евгений "Джексон" Кокорин)
11. Anna Volkova (Анна "Нюрыч" Волкова)
12. Alexandre Andriouchkine (Александр "Призрак Оперы" Андрюшкин)
13. Natalia Tchoumakova (Наталья Чумакова)
14. Alexandre Tchesnakov (Александр Чеснаков)
15. Arkadi Kouznetov (Аркадий Кузнецов)
16. Ievgueni Pianov (Евгений "Махно" Пьянов)
17. Oleg Lichtchienko (Олег "Бэби" Лищенко)
18. Ievgueni Lichtchienko (Евгений "Эжен" Лищенко)
19. Valeri Rojkov (Валерий "Вэл" Рожков)
20. Sergei Zelenski (Сергей Зеленский)
21. Ievgueni Dieïev (Евгений "Дабл" Деев)
22. Igor Starovartov (Игорь Старовартов)
23. Ievgueni Filatov (Евгений "Иваныч" Филатов)
24. Andreï Babenko (Андрей "Босс" Бабенко)

## Discographie

### 1985
- Поганая Молодёжь (Sales jeunes gens)
- Оптимизм (Optimisme)

### 1986
- Игра В Бисер Перед Свиньями (Le Jeu des perles de verre devant les pourceaux) — 1986

### 1987
- Красный Альбом (Album Rouge)
- Мышеловка (Piège à souris)
- Хорошо!! (C'est bon!!')
- Тоталитаризм (Totalitarisme)
- Некрофилия (Nécrophilie)

### 1988
- Всё идёт по плану (Tout se déroule selon le plan)
- Так Закалялась Сталь (Et l'acier fut trempé)
- Боевой Стимул (Stimulus du combat)

### 1989
- Тошнота (Nausée)
- Русское Поле Экспериментов (Champ d'expérimentation russe)
- Вершки И Корешки, часть I (Les petites racines avancent, acte I, album acoustique d'Igor Letov)
- Вершки И Корешки, часть II (Les petites racines avancent, acte II, album acoustique d'Igor Letov)
- Здорово И Вечно (Sains et éternels)
- Армагеддон-Попс (Armageddon-Pops)
- Война (Guerre)
- Русское Поле Экспериментов (Champ des expériences russe)
- Поезд Ушёл (publié en 2002) (textuellement: Le train est parti = On a laissé échapper l'occasion)
- Свет и Стулья (La lumière et les chaises, publié en 2001)
- Песни Радости и Счастья (Chansons du bonheur et des joies)
- История: Посев (Histoire : Semer)

### 1990
- Инструкция По Выживанию (Guide de survie)
- Последний Концерт В Таллине (Dernier concert de Tallinn)
- Концерт В МЭИ. (ГО и Янка) г. (Concert au MEI, 17 février 1990)
- Попс (Pops)

### 1994
- Концерт В Городе-Герое Ленинграде (Concert à Léningrad, la ville héros,, album acoustique d'Igor Létov)
- Русский Прорыв В Ленинграде (Percée russe à Léningrad)

### 1997
- Cолнцеворот (litteralement ''Tournant du soleil, mais c'est aussi le mon de la fête ancienne pagane russe du solstice)
- Невыносимая Лёгкость Бытия (Facilité d'existence insupportable)
- Концерт в Москве (Concert à Moscou)
- Егор Летов, концерт в рок-клубе "Полигон"(Спб) (Concert au "Polygone")

### 2002
- Звездопад (Douche étoilée)
- Свобода (Liberté, concert en 2002)
- Братья Летовы (Frères de Letovy, concert au "Projet OGI")

### 2003
- Егор Летов, ГО, Лучшее (Les GO - Grajdanskaia Oborona - les meilleures chansons, concert à Saint-Pétersbourg)

### 2004
- Долгая Счастливая Жизнь (Longue vie heureuse)

### 2005
- Реанимация (Réanimation)

### 2007
- Зачем снятся сны? (Pourquoi est-ce qu'on rêve nos rêves?)